# John Stones
John Stones (Barnsley, 28 mei 1994) is een Engels voetballer die doorgaans als centrale verdediger speelt. Hij tekende in augustus 2016 een contract tot medio 2022 bij Manchester City, dat circa €56.000.000,- voor hem betaalde aan Everton. Stones debuteerde in mei 2014 in het Engels voetbalelftal.

## Clubcarrière

### Barnsley
Stones begon op zevenjarige leeftijd met voetballen in de jeugdopleiding van Barnsley. Hij tekende zijn eerste professionele contract in december 2011. Op 17 maart 2012 debuteerde hij in de Championship tegen Reading. Op 11 augustus 2012 maakte de centrumverdediger zijn eerste doelpunt voor Barnsley in de League Cup tegen Rochdale. Hij speelde in totaal 28 wedstrijden voor Barnsley.

### Everton
Op 31 januari 2013, de laatste dag van de winterse transferperiode, tekende hij een vijfeneenhalfjarig contract bij Everton, dat 3,5 miljoen euro op tafel legde voor de verdediger, die op dat moment vooral als rechtsback speelde. Hij sloot de rest van dat seizoen aan bij het onder 21-elftal van Everton. 
Op 28 augustus 2013 maakte hij zijn debuut voor Everton in de bekerwedstrijd tegen Stevenage. Twee weken later debuteerde Stones in de Premier League tegen Chelsea. Hij viel één minuut in. Tot de jaarwisseling moest hij het vooral doen met invalbeurten. Op nieuwjaarsdag 2014 stond hij in de competitie tegen Stoke City voor het eerst in de basis. Daarna speelde hij dat seizoen bijna alles.
Op 7 augustus 2014 verlengde hij zijn contract met een jaar, waardoor hij tot 2019 onder contract zou staan bij Everton. Op 18 september maakte Stones zijn Europees debuut in de UEFA Europa League tegen VfL Wolfsburg. Op 5 oktober liep hij tegen Manchester United een blessure op die hem tot het einde van het jaar zou uitschakelen. Ondanks de blessure, was Stones een van de genomineerden voor de Golden Boy award 2014, die uiteindelijk gewonnen werd door landgenoot Raheem Sterling. Na de jaarwisseling was hij niet meer weg te denken uit de basis. Op 26 april 2015 maakte hij zijn eerste doelpunt in de Premier League tegen Manchester United.
Aan het begin van zijn derde en laatste seizoen bij Everton, stond Stones in de serieuze belangstelling van Chelsea, dat drie biedingen, variërend van 20 tot 30 miljoen pond, bij Everton had neergelegd, dat ze alle drie had afgewezen. Dat seizoen was hij nagenoeg blessurevrij en kwam hij tot 41 wedstrijden, zijn meeste in een seizoen tot dan toe. In totaal kwam hij in drie jaar bij Everton tot 95 wedstrijden.

### Manchester City
In 2016 tekende Stones een zesjarig contract bij Manchester City, dat zo'n €56.000.000,- voor hem overhad. Stones was samen met onder meer İlkay Gündoğan, Leroy Sané de grootste aankopen van nieuwe trainer Pep Guardiola, die dat seizoen begon bij City. Hij ging spelen met rugnummer 24 en ging de concurrentie aan met Nicolás Otamendi en Vincent Kompany. Op 13 augustus maakte hij in de seizoensopener tegen Sunderland (2-1 winst) zijn debuut voor de club naast Aleksandar Kolarov. Op 6 januari 2017 maakte hij in de beker tegen West Ham United (5-0 winst) zijn eerste doelpunt voor zijn nieuwe club. In zijn tweede seizoen bij Manchester City werd hij landskampioen. Toch was hij door blessureleed lang niet altijd basisspeler. Hij speelde in 18 van de 38 competitiewedstrijden mee. In de Champions Leaguewas hij een stuk belangrijker. Zo scoorde hij op 13 september 2017 in de openingswedstrijd tegen Feyenoord (4-0 winst) twee doelpunten. Ook tegen Napoli in de groepsfase was hij trefzeker.
In zijn derde seizoen bij City werd hij voor de tweede keer landskampioen en dit keer had hij daar met 24 wedstrijden een groter aandeel in. Op 3 januari 2019 haalde hij in een 2-1 overwinning op naaste titelconcurrent Liverpool een cruciale bal van de lijn, wat later cruciaal zou blijken in de titelwinst van Manchester City, dat met slechts één punt meer dan Liverpool kampioen werd. Ook won hij aan het begin de Community Shield tegen Chelsea (2-0 winst) en speelde hij negentig minuten. Ook won City beide bekers: de EFL Cup-winst tegen Chelsea miste Stones door een blessure, in de FA Cup-finale tegen Watford mocht Stones elf minuten invallen. Op 4 augustus 2019 speelde Stones negentig minuten in de finale van de Community Shield tegen Liverpool, die na penalty's gewonnen werd. Op 1 maart 2020 speelde Stones opnieuw negentig minuten en won het de EFL Cup-finale met 2-1 van Aston Villa.
Op 6 januari 2021 scoorde Stones de openingstreffer in een 2-0 overwinning op Manchester United op Old Trafford in de halve finale van de EFL Cup, die City uiteindelijk won. Hij werd uitgeroepen tot man of the match en werd geprezen door Guardiola, die zag dat Stones een sterk duo vormde met nieuwe aanwinst Rúben Dias. Op 17 januari scoorde Stones twee keer in de competitiewedstrijd tegen Crystal Palace, die City met 4-0 won. City werd dat seizoen opnieuw kampioen en Stones werd uitverkozen in het PFA Team of the Year. Op 10 augustus 2021 verlengde Stones zijn contract tot de zomer van 2026.
In het seizoen 2022/23 vond Guardiola een nieuwe rol voor Stones, die als controlerende middenvelder naast Rodri kwam te spelen in een 3-2-4-1 opstelling. Dat seizoen was zijn beste seizoen bij Manchester City. In zijn nieuwe rol werd hij geprezen om zijn voetballende kwaliteiten en hij verscheen ook geregeld voor de goal. Hij kwam tot drie goals en drie assists in 34 wedstrijden dat seizoen. Op 15 april scoorde hij in een 4-1 overwinning op Arsenal, dat op dat moment nog eerste stond in de competitie, maar door een reeks van twaalf overwinningen en een aantal misstappen van Arsenal werd City op 20 mei opnieuw kampioen. Drie dagen daarvoor was Stones een uitblinker in de 4-0 overwinning in de tweede halve finale tegen Real Madrid, waarin hij in Engelse kranten vergeleken werd met Franz Beckenbauer. Op 3 juni speelde Stones negentig minuten in de FA Cup-finale tegen Manchester United, die City met 2-1 won. Op 10 juni completeerde Manchester City de treble door Internazionale met 1-0 te verslaan in de Champions League-finale, waarin Stones basisspeler was.
Stones miste de eerste twee maanden van het nieuwe seizoen door een blessure.

## Clubstatistieken
| Seizoen     | Club            | Competitie     | Competitie | Competitie | Competitie | Beker | Beker | Beker | Internationaal | Internationaal | Internationaal | Totaal | Totaal | Totaal |
| Seizoen     | Club            | Competitie     | Wed.       | Dlp.       | Ass.       | Wed.  | Dlp.  | Ass.  | Wed.           | Dlp.           | Ass.           | Wed.   | Dlp.   | Ass.   |
| ----------- | --------------- | -------------- | ---------- | ---------- | ---------- | ----- | ----- | ----- | -------------- | -------------- | -------------- | ------ | ------ | ------ |
| 2011/12     | Barnsley        | Championship   | 2          | 0          | 0          | 0     | 0     | 0     | —              | —              | —              | 2      | 0      | 0      |
| 2012/13     | Barnsley        | Championship   | 22         | 0          | 0          | 4     | 1     | 0     | —              | —              | —              | 26     | 1      | 0      |
| Club Totaal | Club Totaal     | Club Totaal    | 24         | 0          | 0          | 4     | 1     | 0     | 0              | 0              | 0              | 28     | 1      | 0      |
| 2013/14     | Everton         | Premier League | 21         | 0          | 0          | 5     | 0     | 0     | —              | —              | —              | 26     | 0      | 0      |
| 2014/15     | Everton         | Premier League | 23         | 1          | 0          | 2     | 0     | 0     | 3              | 0              | 0              | 28     | 1      | 0      |
| 2015/16     | Everton         | Premier League | 33         | 0          | 0          | 8     | 0     | 0     | —              | —              | —              | 41     | 0      | 0      |
| Club Totaal | Club Totaal     | Club Totaal    | 77         | 1          | 0          | 15    | 0     | 0     | 3              | 0              | 0              | 95     | 1      | 0      |
| 2016/17     | Manchester City | Premier League | 27         | 0          | 0          | 5     | 1     | 0     | 9              | 1              | 0              | 41     | 2      | 0      |
| 2017/18     | Manchester City | Premier League | 18         | 0          | 0          | 6     | 0     | 0     | 5              | 3              | 0              | 29     | 3      | 0      |
| 2018/19     | Manchester City | Premier League | 24         | 0          | 0          | 9     | 0     | 1     | 6              | 0              | 0              | 39     | 0      | 1      |
| 2019/20     | Manchester City | Premier League | 16         | 0          | 0          | 7     | 0     | 1     | 1              | 0              | 0              | 24     | 0      | 1      |
| 2020/21     | Manchester City | Premier League | 22         | 4          | 0          | 2     | 1     | 0     | 11             | 0              | 0              | 35     | 5      | 0      |
| 2021/22     | Manchester City | Premier League | 14         | 1          | 0          | 5     | 1     | 0     | 8              | 0              | 0              | 27     | 2      | 0      |
| 2022/23     | Manchester City | Premier League | 23         | 2          | 2          | 3     | 0     | 0     | 8              | 1              | 1              | 34     | 3      | 3      |
| 2022/23     | Manchester City | Premier League | 2          | 0          | 0          | 1     | 0     | 0     | 0              | 0              | 0              | 3      | 0      | 0      |
| Club Totaal | Club Totaal     | Club Totaal    | 146        | 7          | 2          | 39    | 3     | 2     | 48             | 5              | 1              | 230    | 15     | 5      |
| TOTAAL      | TOTAAL          | TOTAAL         | 247        | 8          | 2          | 57    | 4     | 2     | 51             | 5              | 1              | 355    | 17     | 5      |

Bijgewerkt tot en met 25 oktober 2023.

## Interlandcarrière
Stones speelde drie duels voor Engeland –19 en Engeland –20. Hij debuteerde op 30 mei 2014 onder bondscoach Roy Hodgson in het Engels voetbalelftal, in een oefeninterland tegen Peru in het Wembley Stadium. Hij mocht na 75 minuten invallen voor linksback Leighton Baines. Rechtsback Glen Johnson schoof door naar de linksachterpositie, waardoor Stones als rechtsback werd uitgespeeld. Engeland won met 3–0. Stones begon op 3 september 2014 voor het eerst in het basiselftal, in een oefeninterland tegen Noorwegen. Vijf dagen later speelde hij zijn eerste officiële interland voor Engeland in de EK-kwalificatie, tegen Zwitserland. Stones werd op 16 mei 2016 opgenomen in de selectie van Engeland voor het EK 2016. Engeland werd in de achtste finale uitgeschakeld door IJsland (1–2) na doelpunten van Ragnar Sigurðsson en Kolbeinn Sigþórsson. Stones maakte tevens deel uit van de Engelse selectie van bondscoach Gareth Southgate voor het WK 2018 in Rusland. Hij maakte ook deel uit van de selecties voor het EK 2021 en het WK 2022. Hij werd op 6 juni 2024 door Southgate opgenomen in de Engelse selectie voor het EK 2024 in Duitsland. Engeland bereikte de finale, die het met 2–1 verloor van Spanje. Stones miste op het toernooi geen minuut aan speeltijd.
| Interlands van John Stones voor Engeland | Interlands van John Stones voor Engeland | Interlands van John Stones voor Engeland | Interlands van John Stones voor Engeland | Interlands van John Stones voor Engeland | Interlands van John Stones voor Engeland |
| №                                        | Datum                                    | Wedstrijd                                | Uitslag                                  | Soort wedstrijd                          | Doelpunten                               |
| Als speler bij Everton                   | Als speler bij Everton                   | Als speler bij Everton                   | Als speler bij Everton                   | Als speler bij Everton                   | Als speler bij Everton                   |
| ---------------------------------------- | ---------------------------------------- | ---------------------------------------- | ---------------------------------------- | ---------------------------------------- | ---------------------------------------- |
| 1.                                       | 30 mei 2014                              | Engeland – Peru                          | 3 – 0                                    | Vriendschappelijk                        |                                          |
| 2.                                       | 4 juni 2014                              | Ecuador – Engeland                       | 2 – 2                                    | Vriendschappelijk                        |                                          |
| 3.                                       | 3 september 2014                         | Engeland – Noorwegen                     | 1 – 0                                    | Vriendschappelijk                        |                                          |
| 4.                                       | 8 september 2014                         | Zwitserland – Engeland                   | 0 – 2                                    | Kwalificatie EK 2016                     |                                          |
| 5.                                       | 5 september 2015                         | San Marino – Engeland                    | 0 – 5                                    | Kwalificatie EK 2016                     |                                          |
| 6.                                       | 8 september 2015                         | Engeland – Zwitserland                   | 2 – 0                                    | Kwalificatie EK 2016                     |                                          |
| 7.                                       | 17 november 2015                         | Engeland – Frankrijk                     | 2 – 0                                    | Vriendschappelijk                        |                                          |
| 8.                                       | 29 maart 2016                            | Engeland – Nederland                     | 1 – 2                                    | Vriendschappelijk                        |                                          |
| 9.                                       | 22 mei 2016                              | Engeland – Turkije                       | 2 – 1                                    | Vriendschappelijk                        |                                          |
| 10.                                      | 27 mei 2016                              | Engeland – Australië                     | 2 – 1                                    | Vriendschappelijk                        |                                          |
| Als speler bij Manchester City           |                                          |                                          |                                          |                                          |                                          |
| 11.                                      | 4 september 2016                         | Slowakije – Engeland                     | 0 – 1                                    | Kwalificatie WK 2018                     |                                          |
| 12.                                      | 8 oktober 2016                           | Engeland – Malta                         | 2 – 0                                    | Kwalificatie WK 2018                     |                                          |
| 13.                                      | 11 oktober 2016                          | Slovenië – Engeland                      | 0 – 0                                    | Kwalificatie WK 2018                     |                                          |
| 14.                                      | 11 november 2016                         | Engeland – Schotland                     | 3 – 0                                    | Kwalificatie WK 2018                     |                                          |
| 15.                                      | 15 november 2016                         | Engeland – Spanje                        | 2 – 2                                    | Vriendschappelijk                        |                                          |
| 16.                                      | 22 maart 2017                            | Duitsland – Engeland                     | 1 – 0                                    | Vriendschappelijk                        |                                          |
| 17.                                      | 26 maart 2017                            | Engeland – Litouwen                      | 2 – 0                                    | Kwalificatie WK 2018                     |                                          |
| 18.                                      | 13 juni 2017                             | Frankrijk – Engeland                     | 3 – 2                                    | Vriendschappelijk                        |                                          |
| 19.                                      | 5 oktober 2017                           | Engeland – Slovenië                      | 1 – 0                                    | Kwalificatie WK 2018                     |                                          |
| 20.                                      | 8 oktober 2017                           | Litouwen – Engeland                      | 0 – 1                                    | Kwalificatie WK 2018                     |                                          |
| 21.                                      | 10 november 2017                         | Engeland – Duitsland                     | 0 – 0                                    | Vriendschappelijk                        |                                          |
| 22.                                      | 14 november 2017                         | Engeland – Brazilië                      | 0 – 0                                    | Vriendschappelijk                        |                                          |
| 23.                                      | 23 maart 2018                            | Nederland – Engeland                     | 0 – 1                                    | Vriendschappelijk                        |                                          |
| 24.                                      | 27 maart 2018                            | Engeland – Italië                        | 1 – 1                                    | Vriendschappelijk                        |                                          |
| 25.                                      | 2 juni 2018                              | Engeland – Nigeria                       | 2 – 1                                    | Vriendschappelijk                        |                                          |
| 26.                                      | 7 juni 2018                              | Engeland – Costa Rica                    | 2 – 0                                    | Vriendschappelijk                        |                                          |
| 27.                                      | 18 juni 2018                             | Tunesië – Engeland                       | 1 – 2                                    | WK 2018                                  |                                          |
| 28.                                      | 24 juni 2018                             | Engeland – Panama                        | 6 – 1                                    | WK 2018                                  | 22', 45+1'                               |
| 29.                                      | 28 juni 2018                             | Engeland – België                        | 0 – 1                                    | WK 2018                                  |                                          |
| 30.                                      | 3 juli 2018                              | Colombia – Engeland                      | 1 – 1                                    | WK 2018                                  |                                          |
| 31.                                      | 7 juli 2018                              | Zweden – Engeland                        | 0 – 2                                    | WK 2018                                  |                                          |
| 32.                                      | 11 juli 2018                             | Kroatië – Engeland                       | 2 – 1                                    | WK 2018                                  |                                          |
| 33.                                      | 14 juli 2018                             | België – Engeland                        | 2 – 0                                    | WK 2018                                  |                                          |
| 34.                                      | 8 september 2018                         | Engeland – Spanje                        | 1 – 2                                    | Nations League Divisie A                 |                                          |
| 35.                                      | 11 september 2018                        | Engeland – Zwitserland                   | 1 – 0                                    | Vriendschappelijk                        |                                          |
| 36.                                      | 12 oktober 2018                          | Kroatië – Engeland                       | 0 – 0                                    | Nations League Divisie A                 |                                          |
| 37.                                      | 18 november 2018                         | Engeland – Kroatië                       | 2 – 1                                    | Nations League Divisie A                 |                                          |
| 38.                                      | 6 juni 2019                              | Nederland – Engeland                     | 3 – 1                                    | Nations League Divisie A                 |                                          |

Bijgewerkt op 7 juni 2019.

## Erelijst
| Competitie            | Aantal          | Jaren                                       |
| Manchester City       | Manchester City | Manchester City                             |
| --------------------- | --------------- | ------------------------------------------- |
| UEFA Champions League | 1×              | 2022/23                                     |
| UEFA Super Cup        | 1×              | 2023                                        |
| FIFA Club World Cup   | 1×              | 2023                                        |
| Premier League        | 5×              | 2017/18, 2018/19, 2020/21, 2021/22, 2022/23 |
| FA Cup                | 2×              | 2018/19, 2022/23                            |
| League Cup            | 4×              | 2017/18, 2018/19, 2019/20, 2020/21          |
| FA Community Shield   | 2×              | 2018, 2019                                  |